# جمال راشد
جمال راشد عبد الرحمن يوسف (ولد في 7 نوفمبر 1988 في المنامة، البحرين) لاعب كرة قدم دولي بحريني يجيد اللعب في مركز الجناح الأيسر. يلعب حاليا لصالح الأهلي الذي ينافس في الدوري البحريني الممتاز منذ 2020.

## الإنجازات

### الأهلي
- كأس الاتحاد البحريني (1): 2007

### الرفاع
- كأس ملك البحرين (1): 2010

### النهضة
- دوري المحترفين العماني (1): 2014

### المحرق
- الدرجة الأولى (1):2015
- كأس ملك البحرين (1): 2016